# John Gardener
John Gardener (falecido em 1402), de New Romney, em Kent, foi um membro do Parlamento por New Romney em 1395, 1399 e 1401.